# Мамедов, Рашад Эйнеддин оглы
Мамедов, Рашад Эйнеддин оглы (азерб. Rəşad Eynəddin oğlu Məmmədov; род. 31 октября 1973, Кировабад) — азербайджанский дипломат. Посол Азербайджана в Турции.

## Биография
Родился 31 октября 1973 года в Гяндже. В 1995 году окончил юридический факультет Бакинского государственного университета.
В 2004 году окончил магистратуру Российской экономической академии имени Г. В. Плеханова.
В 2020 году окончил докторантуру Казахского национального университета. Доктор юридических наук.
С 1990 по 1992 год работал делопроизводителем в аппарате Министерства юстиции Азербайджана.
Принимал участие в Первой карабахской войне в составе второго Геранбойского батальона на направлении Муров.
С 1995 по 1996 год являлся начальником отдела охраны Бакинской военной прокуратуры. С 1996 по 2000 год являлся помощником Военного прокурора Баку.
С 2000 по 2001 год являлся атташе управления МИД Азербайджана по странам СНГ.
С 2001 по 2006 год — третий, второй секретарь посольства Азербайджана в России.
С 2006 по 2008 год — начальник консульского юридического отела в консульском управлении МИД Азербайджана.
С 2008 по 2010 год — и. о. генерального консула Генерального Консульства Азербайджана в Актау, (Казахстан).
26 января 2010 года присвоено звание чрезвычайного и полномочного посланника 1 степени.
16 марта 2017 года присвоено звание чрезвычайного и полномочного посла.
С 26 января 2010 по 25 ноября 2015 года — генеральный консул Генерального Консульства Азербайджана в Актау (Казахстан).
Чрезвычайный и полномочный посол Азербайджана в Казахстане (23 декабря 2015 — 16 июля 2021).
Чрезвычайный и полномочный посол Азербайджана в Турции (с 26 июля 2021).

## Награды
- Орден «За службу Отечеству» III степени (9 июля 2019) — за плодотворную деятельность в органах дипломатической службы Азербайджанской Республики[11]
- Орден «Достык» (7 июня 2021, Казахстан)[12]